# 세계음식문화연구원
세계음식문화연구원은 향토, 토종음식의 개발 연구 및 대중화사업 세계의 음식문화 정보 제공, 전수교육 등 목적으로 1999년 10월 2일 설립된 사단법인이다. 사무실은 서울특별시 강남구 신사동 514-15 삼화빌딩 4,5층에 있다.

## 주요 사업
- 한식조리사/향토음식 전수교육/인력양성
- 전통음식 대중화보급 및 외식창업전수교육
- 유기농수산물을 이용한 웰빙(Well-being)요리 전수
- 외국인 대상 한국전통음식문화 체험 교육
- 외식경영인 창업교육및 컨설팅지원
- 해외유학인/외국인 한국음식전수 정보지원
- 세계의 음식문화 정보제공 및 전시/전수교육
- 한국 향토음식의 세계화를 위한 교류, 전수, 홍보
- 한식음식, 문화 관련 서적발간 해외보급
- 세계 각국에 한식문화 전시관운영/인력양성
- 기타 음식문화 발전/인력양성을 위한 전수사업